# Église Sainte-Magdeleine de Larzac
L'église Sainte-Magdeleine est une église catholique située à Larzac, en France.

## Localisation
L'église est située dans le département français de Dordogne, sur la commune de Larzac.

## Historique
L'église ne possède qu'une seule nef. Son abside semi-circulaire peut dater de la fin du XIIe siècle. La façade ouest est un mur soutenu par deux contreforts renforcé par deux murs en retour d'équerre reposant sur les murs gouttereaux. Ce mur est percé de trois arcatures. La faiblesse des contreforts es murs latéraux semble montrer que l'église a d'abord été couverte par une charpente et que les voûtes actuelles sont plus récentes. Le portail principal date du XVe siècle.
L'édifice est classé au titre des monuments historiques le 10 février 1913.